# Palazzo Wilson
Il palazzo Wilson è uno dei quartieri generali dell'ONU di Ginevra, in Svizzera. Situato nella parte occidentale del lago di Ginevra, è uno degli edifici più prominenti del lungolago.
Attualmente ospita l'Alto Commissariato delle Nazioni Unite per i Diritti Umani. È stato anche la sede del quartier generale della Lega delle Nazioni, prima che l'organizzazione si trasferisse al palazzo delle Nazioni, fatto costruire sempre a Ginevra fra il 1929 e il 1938.
Il palazzo deve il suo nome al presidente degli Stati Uniti d'America Woodrow Wilson, che svolse un ruolo chiave nella fondazione della Lega delle Nazioni. Anche il Comitato per i diritti dell'infanzia tiene le sue riunioni nel palazzo Wilson.
Nel periodo della seconda guerra mondiale ospitò anche la Biblioteca Hector Hodler, una delle principali biblioteche di esperanto al mondo, oggi collocata presso gli uffici centrali dell'Associazione universale esperanto, a Rotterdam.